# Amtsgericht Brückenau
Das Amtsgericht Brückenau war ein von 1879 bis 1973 bestehendes bayerisches Gericht der ordentlichen Gerichtsbarkeit mit Sitz in der Stadt Bad Brückenau.

## Geschichte
Im Jahre 1819 wurde im Verlauf der Verwaltungsneugliederung Bayerns das Landgericht Brückenau errichtet. Anlässlich der Einführung des Gerichtsverfassungsgesetzes am 1. Oktober 1879 kam es zur Errichtung eines Amtsgerichts zu Brückenau, dessen Sprengel identisch mit dem vorherigen Landgerichtsbezirk Brückenau war und somit die damaligen Gemeinden Altglashütten, Breitenbach, Brückenau, Detter, Eckarts-Rupboden, Geroda, Heiligkreuz, Kothen, Mitgenfeld, Modlos, Motten, Neuglashütten, Oberbach, Oberleichtersbach, Oberriedenberg, Platz, Reußendorf, Römershag, Roßbach, Rothenrain, Schönderling, Schondra, Singenrain, Speicherz, Unterleichtersbach, Unterriedenberg, Volkers, Weißenbach, Werberg, Wernarz, Wildflecken und Zeitlofs umfasste. Übergeordnete Instanzen waren das Landgericht Würzburg und das Oberlandesgericht Bamberg.
Mit Inkrafttreten des Gesetzes über die Organisation der ordentlichen Gerichte im Freistaat Bayern (GerOrgG) am 1. Juli 1973 wurde das Amtsgericht Brückenau aufgehoben.